# نبرد توماشوف مازوویتسکی
نبرد توماشوف مازوویتسکی (لهستانی: Bitwa pod Tomaszowem Mazowieckim) نبردی بود که در ۶ سپتامبر ۱۹۳۹ و در جریان تهاجم آلمان نازی به لهستان در آغاز جنگ جهانی دوم در نزدیکی توماشوف مازوویتسکی رخ داد.
در این نبرد لشکر سیزدهم پیاده‌نظام لهستان از منطقه دفاع می‌کرد و دو لشکر زرهی از سپاهیان ارتش XVI ورماخت به منطقه حمله می‌کرد.پس از یک نبرد طولانی لشکرهای ورماخت شهر را تصرف کردند و لشکر سیزدهم پیاده‌نظام لهستان تا شهر ورشو عقب نشینی کرد.